# Кататоническое возбуждение
Кататони́ческое возбужде́ние (лат. excitatiō catatonica, от др.-греч. κατατείνω «натягивать, напрягать») — психопатологическое состояние у лиц с кататонией, противоположное ступору, при котором наблюдается усиление психической деятельности, сопровождающееся двигательным и психическим возбуждением. В таком состоянии поведение их обычно однообразно, стереотипично, бессмысленно и нецеленаправленно, также наблюдаются эхопраксии и импульсивные действия. Мимика зачастую не соответствует обстановке и позам больных, иногда встречается паремия (например, нижняя часть лица выражает злобу со стиснутыми зубами и плотно зажатыми губами, а верхняя часть лица выражает радость со смеющимися глазами). В тяжёлых случаях возбуждение немое и речь отсутствует, как таковая. Другие же кататоники при возбуждении становятся разговорчивыми, их речь при этом высокопарна и вычурна, наблюдаются разорванность, персеверации и вербигерации, эхолалия.

## Формы кататонического возбуждения
Выделяют следующие формы кататонического возбуждения:
- Рассеянно-патетическое кататоническое возбуждение, наблюдающееся при кататонической шизофрении, которое характеризуется причудливыми движениями, экзальтацией, манерностью, негативизмом, парамимией. В речи много пафоса, она непоследовательна или разорвана[2].
- Немое (безмолвное) кататоническое возбуждение, наблюдающееся при кататонической шизофрении, сопровождается молчанием и непрерывными хаотическими движениями, самоповреждениями и яростным сопротивлением людям[2].
- Кататоно-гебефреническое возбуждение, наблюдающееся при гебефренической шизофрении, характеризуется манерностью нелепо-глуповатого характера[2].
- Импульсивное кататоническое возбуждение сопровождается резкими неожиданными действиями и поступками. Характерны разрушительные действия, проявление агрессии, ярости, нападение на окружающих. В речи обычно присутствуют одни и те же стереотипные слова и выражения, непрерывно повторяющиеся[3].